# VDAX
Der DAX-Volatilitätsindex (VDAX) drückte die vom Terminmarkt erwartete Schwankungsbreite des Aktienindex DAX aus. 
Der VDAX gab die implizite Volatilität des deutschen Aktien-Leitindex DAX über 45 Tage in Prozentpunkten an. Ein hoher Wert wies auf einen unruhigen Markt hin, niedrige Werte lassen eine Entwicklung ohne starke Kursschwankungen erwarten. Der VDAX wird daher auch „Angstbarometer“ genannt. Über die Richtung der Änderung, also steigende oder sinkende Kurse, gibt er keinen Aufschluss. Grundlage der Berechnung sind die Preise einer fiktiven Option auf den DAX. Der VDAX wurde am 5. Dezember 1994 eingeführt. Seit dem 14. Juli 1997 berechnete die Deutsche Börse AG den VDAX mit Hilfe der Black-Scholes-Formel. 
Am 20. April 2005 wurde der auf einer moderneren Berechnungsweise, die ohne theoretisches Optionspreismodell auskommt, beruhende VDAX-NEW eingerichtet. Dieser ist dem bisherigen VDAX zwar ähnlich, basiert aber auf an der Terminbörse EUREX tatsächlich gehandelten Optionen und ist damit als Basiswert replizierbar. Die Berechnung wurde an den internationalen Index VSTOXX angepasst. Ein Unterschied zum VDAX ist, dass der Horizont von 45 auf 30 Tage reduziert wurde. 
Der alte VDAX wurde am 29. Juli 2016 das letzte Mal berechnet (Schlussstand: 17,92). 
Der VDAX-NEW hat den alten VDAX abgelöst.